# Campiglia Cervo
Campiglia Cervo é uma comuna italiana da região do Piemonte, província de Biella, com cerca de 178 habitantes. Estende-se por uma área de 11 km², tendo uma densidade populacional de 16 hab/km². Faz fronteira com Andorno Micca, Mosso, Piedicavallo, Quittengo, Rosazza, San Paolo Cervo, Valle Mosso.

## Demografia
| Variação demográfica do município entre 1861 e 2011                               |
|                                                                                   |
| Fonte: Istituto Nazionale di Statistica (ISTAT) - Elaboração gráfica da Wikipedia |